# Кубалов, Александр Бызиевич
Алекса́ндр Бызиевич (Захарович) Куба́лов (осет. Къубалты Бызийы фырт Алыксандр; 1871, Старый Батакоюрт, Терская область, Российская империя — 1937) — осетинский поэт, переводчик, общественный и культурный деятель.

## Биография
В 1894 году окончил классическую гимназию во Владикавказе, в 1899 году — юридический факультет Киевского университета. Работал адвокатом во Владикавказе, был участником Общества по распространению образования и технических сведений среди горцев Терской области.
Проживал в доме № 27 (объект культурного наследия) на улице Фрунзе.
В 1937 году он был арестован и, предположительно, умер в заключении в 1944 году. Посмертно реабилитирован.

## Творчество
Первым произведением Александра Кубалова была поэма «Афхардты Хасана», опубликованная в 1895 году на русском языке и позднее — в 1897 году — на осетинском языке. Эта поэма, близкая к устному творчеству и направленная против обычая кровной мести, считается одним из лучших произведений осетинской литературы.
Александр Кубалов переводил на осетинский язык произведения Байрона, Лермонтова и других поэтов.
Александр собирал нартовский эпос осетин, издал в поэтической обработке в 1905—1906 годах в русском переводе (под заглавием «Герои-Нарты»).
При советской власти Кубалов продолжал творческую деятельность. Его трагедия «Смерть вождя Алгуза» (осет. Фæтæг Алгъуызы мæлæт) получила премию на конкурсе драматических произведений в 1925 году.

## Память
- Во Владикавказе есть улица, названная в честь Александра Кубалова.